# Буриківська сільська рада
Бури́ківська сільська́ ра́да — колишній орган місцевого самоврядування в Буринському районі Сумської області. Адміністративний центр — село Бурики.

## Загальні відомості
- Населення ради: 459 осіб (станом на 2001 рік)

## Населені пункти
Сільській раді були підпорядковані населені пункти:
- с. Бурики
- с. Романчукове

## Склад ради
Рада складалася з 12 депутатів та голови.
- Голова ради: Гаряча Наталія Миколаївна
- Секретар ради: Романчук Наталія Григорівна

### Керівний склад попередніх скликань
| Прізвище, ім'я, по батькові | Основні відомості                                                         | Дата обрання | Дата звільнення |
| --------------------------- | ------------------------------------------------------------------------- | ------------ | --------------- |
| Романчук Анатолій Іванович  | Сільський голова, 1949 року народження, член Народної партії              | 26.03.2006   | 31.10.2010      |
| Гаряча Наталія Миколаївна   | Сільський голова, 1976 року народження, освіта вища, член Партії регіонів | 31.10.2010   |                 |

Примітка: таблиця складена за даними сайту Верховної Ради України